# Gladstone (football)
Pour les articles homonymes, voir Gladstone.
Gladstone, de son nom complet Gladstone Pereira Della Valentina, est né le 29 janvier 1985 à Espírito Santo.
Il évolue au poste de défenseur central.

## Palmarès
| Année              | Titre                                        | Club        | Pays     |
| 2003               | Champion du Brésil                           | Cruzeiro EC | Brésil   |
| 2003, 2004 et 2006 | Champion de l'État de l'État du Minas Gerais | Cruzeiro EC | Brésil   |
| 2003               | Vainqueur de la Coupe du Brésil              | Cruzeiro EC | Brésil   |
| 2008               | Vainqueur de la Coupe du Portugal            | Sporting CP | Portugal |
| 2007               | Vainqueur de la Supercoupe du Portugal       | Sporting CP | Portugal |
| 2008               | Finaliste de la Carlsberg Cup                | Sporting CP | Portugal |